# Distrito histórico City and Suburban Homes Company's First Avenue Estate
El Distrito histórico City and Suburban Homes Company's First Avenue Estate  es un distrito histórico ubicado en Nueva York, Nueva York. El Distrito histórico City and Suburban Homes Company's First Avenue Estate se encuentra inscrito como un Distrito Histórico en el Registro Nacional de Lugares Históricos desde el 1 de agosto de 1986. 

## Ubicación
El Distrito histórico City and Suburban Homes Company's First Avenue Estate se encuentra dentro del condado de Nueva York en las coordenadas 40°45′45″N 73°57′32″O / 40.7625, -73.958889.